# Новий Качинець
Новий Качинець (пол. Nowy Kaczyniec) — село в Польщі, у гміні Шастарка Красницького повіту Люблінського воєводства.